# Zilus
Zilus – rodzaj chrząszczy z rodziny biedronkowatych i podrodziny Coccinellinae. Obejmuje 21 opisanych gatunków.

## Morfologia
Chrząszcz o zarysie ciała od okrągłego przez szeroko-owalny po podługowato-owalny. Wierzch ciała jest wysklepiony, różnie ubarwiony, często metalicznie połyskujący. Głowa jest owłosiona, o policzkach zachodzących na oczy złożone i szeroko połączonej stawowo z podbródkiem bródce. Czułki są bardzo krótkie, zbudowane z dziesięciu członów, z których trzy ostatnie formują zwartą buławkę. Ostatni człon głaszczków szczękowych jest siekierowaty. Przedplecze również jest owłosione. Pokrywy są zazwyczaj nagie, tylko u nielicznych gatunków zaopatrzone w rozproszone włoski. Epipleury są wąskie i krótkie. Przedpiersie nie wypuszcza ku przodowi płata nakrywającego od spodu narządy gębowe. Stopy mają pazurki z ząbkiem nasadowym. U obu płci na spodzie odwłoka widocznych jest pięć sternitów (wentrytów), z których pierwszy ma linie udowe biegnące łukowato od jego nasady po wierzchołek, który to osiągają niemal na bocznej krawędzi. Genitalia samca są symetrycznie zbudowane. Narządy rozrodcze samicy odznaczają się wąskim i wydłużonym infundibulum.

## Ekologia i występowanie
Zarówno larwy, jak i owady dorosłe są drapieżnikami żerującymi na czerwcach (kokcydofagia), w tym z rodzajów Lepidosaphes i Aspidiotus; u pojedynczego gatunku stwierdzono żerowanie na mączlikach z rodzaju Aleurocanthus.
Rodzaj amerykański. Większość gatunków zamieszkuje krainę neotropikalną. Z krainy nearktycznej znane są cztery gatunki.

## Taksonomia
Takson ten wprowadzony został w 1850 roku przez Étienne’a Mulsanta na łamach  „Annales des Sciences Physiques et Naturelles, d’Agriculture et d’Industrie” w randze podrodzaju Scymnus (Zilus) w obrębie rodzaju Scymnus. Gatunkiem typowym wyznaczony został Scymnus (Zilus) fulvipes, opisany w tej samej publikacji. Do rangi osobnego rodzaju ów podrodzaj wyniósł Richard Eliot Blackwelder w 1945 roku.
Do rodzaju tego zalicza się 21 opisanych gatunków:

- Zilus aeneus (Sicard, 1922)[5]
- Zilus aterrimus (Horn, 1895)[2]
- Zilus atrox (Chapin, 1930)[6]
- Zilus badius (Weise, 1929)[7]
- Zilus barbosi Segarra, 2021[8]
- Zilus bruneri (Chapin, 1930)[6]
- Zilus caeruleicollis (Champion, 1913)[9]
- Zilus caseyi (Chapin, 1930)[2]
- Zilus cyanescens (Sicard, 1922)[5]
- Zilus eleutherae (Casey, 1899)[2]
- Zilus fulvipes (Mulsant, 1850)[3]
- Zilus gilvifrons (Chapin, 1930)[6]
- Zilus horni Gordon, 1985[2]
- Zilus inexpectatus González et Aguilera, 2009[10]
- Zilus iris (Chapin, 1930)[6]
- Zilus lateralis (Casey, 1899)[2]
- Zilus miroi González et Aguilera, 2009[10]
- Zilus splendidus (Chapin, 1930)[6]
- Zilus subtropicus (Casey, 1924)[2]
- Zilus variipennis (Sicard, 1922)[5]
- Zilus viridimicans (Sicard, 1922)[5]